# Василёво (Гомельский район)
Василёво (бел. Васі́лева) — деревня в Долголесском сельсовете Гомельского района Гомельской области Республики Беларусь.

## География

### Расположение
В 16 км от железнодорожной станции Чижовка (на линии Калинковичи — Гомель), 27 км на юго-запад от Гомеля.

### Гидрография
На северной и западной окраинах мелиоративные каналы, соединённые с рекой Днепр.

## Транспортная сеть
Транспортные связи по просёлочной, затем автомобильной дороге Михальки — Жлобин — Гомель. Планировка состоит из 2 частей: западной (прямолинейная улица почти меридиональной ориентации односторонней застройкой) и восточной (прямолинейная улица, ориентированная с юго-востока на северо-запад). Застройка деревянная усадебного типа.

## История
Обнаруженное археологами городище (в 0,18 км на запад от деревни) свидетельствует про заселение этих мест с давних времён. Современная деревня основана в XIX веке. В 1926 году работали отделение связи, школа, в Каралинском сельсовете Дятловичского района Гомельского округа. В 1930 году организован колхоз «1 Февраля», работала кузница. Во время Великой Отечественной войны 22 жителя погибли на фронте. С 16 июля 1954 года до 3 сентября 1965 года центр Василёвского сельсовета. В 1959 году в составе совхоза имени А.М. Горького (центр — деревня Долголесье). Размещаются фельдшерско-акушерский пункт, отделение связи.

## Население

### Численность
- 2004 год — 71 хозяйство, 129 жителей.

### Динамика
- 1926 год — 71 двор, 395 жителей.
- 1959 год — 391 житель (согласно переписи).
- 2004 год — 71 хозяйство, 129 жителей.

## Достопримечательность
- Городище периода раннего железного века (V век до н.э. – V век н.э.)